# Abbasso tutti, viva noi
Abbasso tutti, viva noi è un film italiano del 1974 diretto da Gino Mangini.

## Trama
Enrico è un bambino che insieme a sua madre si trasferisce nel Lazio a casa della zia. Il bambino ancora non sa che il padre è morto, la madre infatti non ha il coraggio di dirglielo dato che Enrico è fragile e cagionevole di salute. Per lo stesso motivo non può neppure frequentare la scuola. Entra comunque in contatto con i ragazzi del paese che lo accettano nella loro "tribù di indiani" con il nome di Cervo Bianco. Quando Enrico viene per caso a sapere la verità sul padre, fugge in un bosco e finisce per ferirsi gravemente. In bilico tra la vita e la morte, quando anche il medico del paese lo dà per morto, Enrico supera il brutto momento grazie al fatto che la tribù, in assetto di guerra, piantona la sua casa per evitare che la morte possa entrare.